# متسشن
متسشن (به ارمنی: Մեծշեն) یک منطقهٔ مسکونی در جمهوری آرتساخ است که در استان مارتاکرت واقع شده‌است. متسشن ۳۱۸ جمعیت دارد.